# Pierre Duchesne (homme politique)
Pour les articles homonymes, voir Duchesne et Pierre Duchesne.
Pierre Duchesne (né le 27 août 1964 à Jonquière) est un journaliste, écrivain et homme politique canadien. Successivement journaliste à la radio et à la télévision de la Société Radio-Canada, il a écrit une biographie de l'ancien premier ministre du Québec, Jacques Parizeau. Élu député de Borduas à l'Assemblée nationale du Québec lors de l'élection générale du 4 septembre 2012 sous la bannière du Parti québécois, il est nommé ministre de l'Enseignement supérieur, de la Recherche, de la Science et de la Technologie dans le gouvernement de Pauline Marois. Il est défait lors des élections de 2014 par Simon Jolin-Barrette de la Coalition avenir Québec.

## Biographie

### Jeunesse et formation
Pierre Duchesne étudie à l'Université Laval, où il obtient un baccalauréat en science politique en 1986 et un certificat en journalisme en 1988. 
Il est stagiaire au ministère des Relations internationales du Québec en 1986, puis journaliste-stagiaire et pigiste à la radio de Radio-Canada en 1987 et en 1988. Il est consultant en communications à la Corporation de développement des Laurentides en 1988 et chargé de projet et responsable des communications chez Cogesult en 1989 et en 1990. De 1990 à 1996, il est journaliste à la Première Chaîne de Radio-Canada, puis reporter de 1996 à 2001. À la télévision de Radio-Canada, il est reporter de 2001 à 2004, journaliste d'enquête en 2004 et en 2005, correspondant parlementaire à Québec de 2005 à 2012 et analyste politique de 2010 à 2012. Il est chargé de cours en journalisme télévisuel à l'Université Laval en 2011.  
Il quitte Radio-Canada en juin 2012 et se présente aux élections générales dans Borduas pour le Parti québécois. 

### Carrière politique
Le 4 septembre 2012, il est élu député de Borduas avec 39,41 % des voix contre 33,95 % pour sa principale adversaire, la caquiste Emmanuelle Géhin. Le 19 septembre 2012 il est nommé ministre de l'Enseignement supérieur, de la Recherche, de la Science et de la Technologie et ministre responsable de la région du Centre-du-Québec. Après la tenue du Sommet sur l'enseignement supérieur de février 2013, il annonce en mai 2013 une hausse des frais de scolarité moins ambitieuse que celle décidée par le gouvernement libéral précédent et qui avait mené aux perturbations étudiantes de 2012.
Il est défait lors de l'élection de 2014 par Simon Jolin-Barrette, de la CAQ. 
Il a été conseiller pour le chef intérimaire du Parti québécois Stéphane Bédard, jusqu'à l'élection du nouveau chef, Pierre Karl Péladeau.
Le 12 août 2015, il est nommé chef de cabinet du chef de l'opposition; Pierre Karl Péladeau. Le 26 avril 2016, il quitte cette fonction après 8 mois marqués par la discorde. Il demeure conseiller spécial du chef de l'opposition.

## Œuvres
- 2001 : Jacques Parizeau, vol. 1 : Le Croisé, 1930-1970, Québec Amérique, Montréal, 623 p.   (ISBN 2-7644-0105-1) [détail des éditions]
- 2002 : Jacques Parizeau, vol. 2 : Le Baron, 1970-1985, Québec Amérique, Montréal, 535 p.  (ISBN 2-7644-0153-1) [détail des éditions]
- 2004 : Jacques Parizeau, vol. 3 : Le Régent, 1985-1995, Québec Amérique, Montréal, 601 p.  (ISBN 2-7644-0280-5) [détail des éditions]
- 2019 : Guy Rocher, T. 01 : Voir, juger, agir (1924-1963), Québec Amérique, Montréal, 456 p.

## Prix et récompense
- 1998 : Prix du journalisme John Humphrey d'Amnistie internationale
- 1999 : Prix du journalisme John Humphrey d'Amnistie internationale
- 2002 : bourse Michener-Deacon
- 2003 : Médaille de l'Assemblée nationale[6]
- 2004 : Prix Richard-Arès